# 이스라엘의 교육
본 문서는 이스라엘의 교육에 관한 내용이다.
1948년에 독립한 이스라엘의 교육은 70개 이상의 서로 다른 언어·방언 및 많은 신·구 귀환자(新·舊 歸還者)의 다양한 문화적 배경과 자국(自國)에서 출생한 사람 등을 하나의 국민으로 통합, 국민적 재생(再生)의 실현을 위한 중요한 기능을 맡고 있다. 정부는 대량으로 돌아온 귀환자의 수용·국가방위 및 국토개발이라는 중책을 맡고 있으면서도, 유치원에서 대학에 이르기까지 완전한 학교체제의 정리와 과학적 연구를 활발히 진행시키고 있다. 1969년부터 1970년도에 걸쳐 교육기관에 재학하고 있는 학생 총수는 약 80만명으로, 1948년에서 1949년까지의 14만명에 비교하면 엄청난 증가라고 할 수 있다.
학교교육은 남녀공학이 원칙이며, 초등학교는 8년, 중등학교는 4년 과정이 많았으나 1969년에 의회는 초등교육 6년, 중등교육 3+3년(6－3－3제) 학교제도의 개혁안을 통과시킴으로써 우선 8개의 도시와 42개의 지방구에서 새로운 학제를 도입하였다.  초등교육은 현재 5세에서 14세까지의 아동을 대상으로 무상의무교육을 실시하며, 재정은 국가와 지방교육당국이 각각 부담하고 있다. 14세에서 18세까지의 청년으로서 이 의무교육에 취학하지 못한 사람은 특별학급에 출석하도록 되어 있다. 그러나 1969년의 개혁법안에 의해 16세까지의 무상의무교육이 규정되었으며, 앞으로 의무교육 연령은 점차로 높아질 것으로 예상된다. 아동은 부모의 선택에 의해서 일반학교나 종교학교에 취학하게 되는데, 초등학교 총학생의 14%는 일반학교에 진학하고, 29%는 종교학교에, 7%는 사립학교에 진학한다. 1969년의 학제개혁법안이 실시되자, 이들 종교학교는 종교교육이 경감되는 것을 이유로 들어 맹렬한 반대를 주장하고 있다.  고등학교의 수업료는 연간 875 내지 1,025 '이스라엘 파운드'인데, 부모의 수입 정도에 따라 국가나 지방당국의 보조가 있고, 또는 수업료의 전액이 보조되기도 한다. 새로 돌아온 귀향자의 자녀를 포함한 약 50%의 학생이 수업료를 면제받고 있는 상황이다.

## 통계
2017년 기준으로 이스라엘의 초등학교 취학률은 104.9%, 중학교 취학률은 105.1%, 고등학교 취학률은 63.4%이다.

### 내용주
1. ↑  취학률이 100%가 넘는 것은 취학 연령이 아닌 사람들도 취학했기 때문이다.

### 참조주
1. ↑  대한민국 통계청. “교육정도별 취학률”. 2021년 1월 24일에 확인함.

## 같이 보기
- 헤데르